# Коча (приток Волги)
Коча — река в России, протекает по Пеновскому и Осташковскому районам Тверской области. Впадает в Верхневолжское водохранилище на реке Волге в 3448 км от её устья по правому берегу. Длина реки составляет 25 км, площадь водосборного бассейна — 107 км².

## Данные водного реестра
По данным государственного водного реестра России относится к Верхневолжскому бассейновому округу, водохозяйственный участок реки — Волга от Верхневолжского бейшлота до города Зубцов, без реки Вазуза от истока до Зубцовского гидроузла, речной подбассейн реки — бассейны притоков (Верхней) Волги до Рыбинского водохранилища. Речной бассейн реки — (Верхняя) Волга до Куйбышевского водохранилища (без бассейна Оки).
Код объекта в государственном водном реестре — 08010100412110000000205.